# Robustagramma brevicilium
Robustagramma brevicilium är en tvåvingeart som beskrevs av Marshall och Xiaolong Cui 2005. Robustagramma brevicilium ingår i släktet Robustagramma och familjen hoppflugor.
Artens utbredningsområde är Panama. Inga underarter finns listade i Catalogue of Life.